# Azazia distorta
Azazia distorta är en fjärilsart som beskrevs av George Francis Hampson 1926. Azazia distorta ingår i släktet Azazia och familjen nattflyn. Inga underarter finns listade i Catalogue of Life.